# Aabu
Aabu es una isla artificial ubicada en las Islas Salomón, está ubicada a 150 km metros de las capital de las Islas Salomón.